# Cep (grup de bolets)
Els ceps són bolets carnosos, anuals, massissos però no endurits com cuir o suro; grans, ben arrelats; barret sec o greixós, pot ser lleument viscós en temps humit, i amb cutícula o pell aferrada, que no es separa amb facilitat; esponja blanca en el jove, finalment groc verdosa, mai blaveja al frec. Cama sovint robusta, fins i tot obesa; de superfície llisa i d’un color homogeni, amb un reticle com a mínim a la seva part més superior. Carn dolça, perfectament blanca en el centre del barret i que no canvia de color un cop tallada (immutable). Més abundants en anys de pluges intermitents, no contínues. Micorrízics de coníferes o planifolis, segons les espècies.

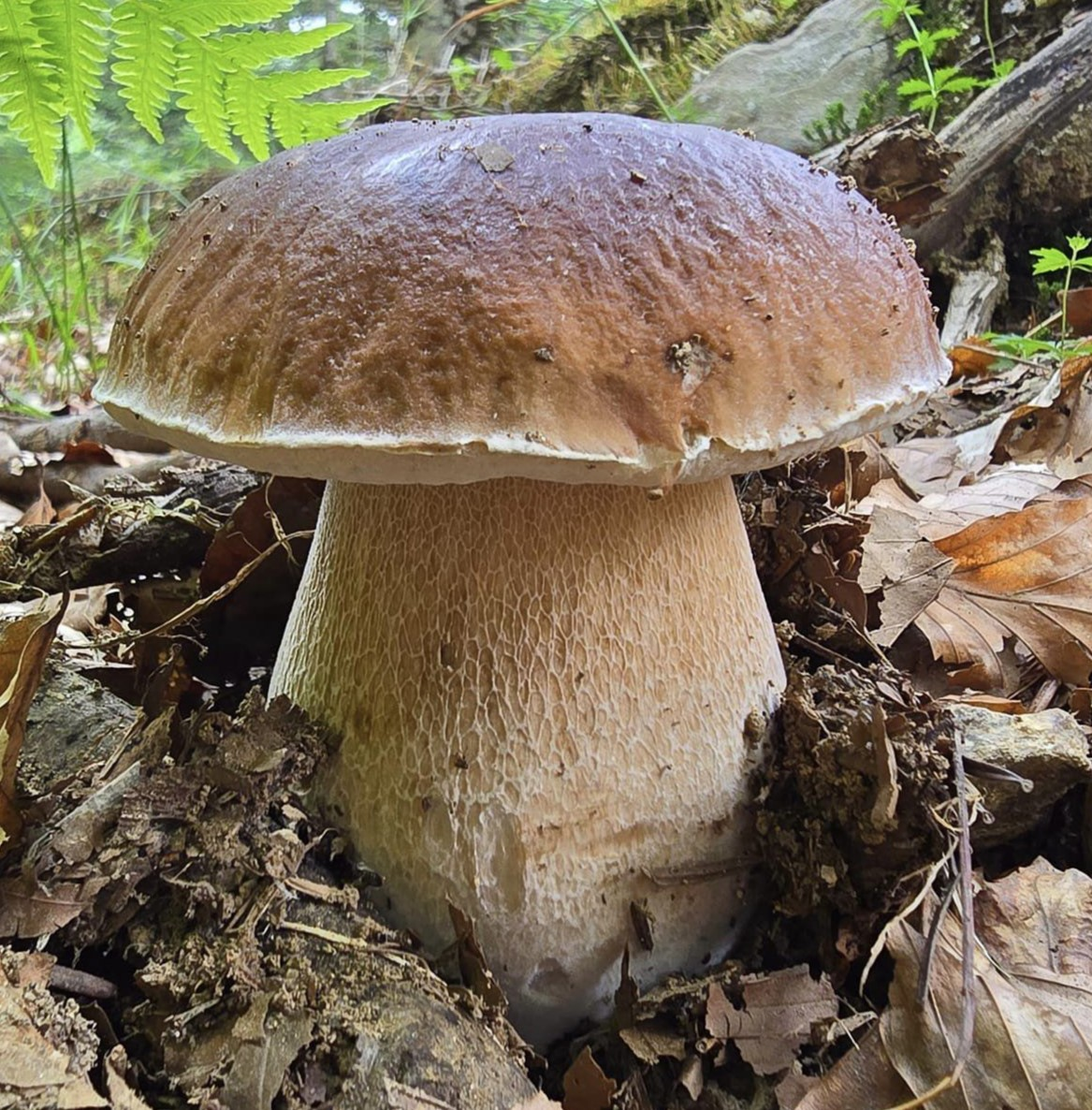
Cep (Boletus edulis)

## Espècies de ceps
Les espècies més corrents de ceps són:
- Boletus pinophilus, cep rogenc
- Boletus edulis, cep
- Boletus reticulatus, cep d'estiu
- Boletus aereus, sureny